# Josh Minott
Joshua Minott, detto Josh (Boca Raton, 25 novembre 2002), è un cestista statunitense con cittadinanza giamaicana.

## Carriera
Scelto al Draft NBA 2022 con la 45ª scelta dagli Charlotte Hornets, viene girato in seguito ai Minnesota Timberwolves.

## Statistiche

### NCAA
| Anno      | Squadra        | PG | PT | MP   | TC%  | 3P%  | TL%  | RP  | AP  | PRP | SP  | PP  |
| --------- | -------------- | -- | -- | ---- | ---- | ---- | ---- | --- | --- | --- | --- | --- |
| 2021-2022 | Memphis Tigers | 33 | 5  | 14,6 | 52,2 | 14,3 | 75,4 | 3,8 | 0,9 | 0,8 | 0,7 | 6,6 |
| Carriera  | Carriera       | 33 | 5  | 14,6 | 52,2 | 14,3 | 75,4 | 3,8 | 0,9 | 0,8 | 0,7 | 6,6 |

#### Massimi in carriera
- Massimo di punti: 18 vs Tulsa (23 gennaio 2022)[1]
- Massimo di rimbalzi: 12 vs East Carolina (27 gennaio 2022)
- Massimo di assist: 5 vs Tulsa (4 gennaio 2022)
- Massimo di palle rubate: 3 vs Tulane (29 dicembre 2021)
- Massimo di stoppate: 3 vs East Carolina (15 gennaio 2022)
- Massimo di minuti giocati: 33 vs Tulsa (4 gennaio 2022)

### NBA

#### Regular Season
| Anno      | Squadra            | PG | PT | MP  | TC%  | 3P%  | TL%  | RP  | AP  | PRP | SP  | PP  |
| --------- | ------------------ | -- | -- | --- | ---- | ---- | ---- | --- | --- | --- | --- | --- |
| 2022-2023 | Minnesota T'wolves | 15 | 0  | 6,4 | 50,0 | 33,3 | 100  | 1,7 | 0,3 | 0,3 | 0,4 | 3,1 |
| 2023-2024 | Minnesota T'wolves | 32 | 0  | 2,8 | 47,2 | 40,0 | 85,7 | 0,5 | 0,3 | 0,2 | 0,2 | 1,6 |
| 2024-2025 | Minnesota T'wolves | 46 | 0  | 6,0 | 48,9 | 32,6 | 89,5 | 1,0 | 0,4 | 0,3 | 0,3 | 2,6 |
| Carriera  | Carriera           | 93 | 0  | 5,0 | 48,8 | 33,9 | 90,2 | 1,0 | 0,3 | 0,3 | 0,2 | 2,3 |

#### Play-off
| Anno     | Squadra            | PG | PT | MP  | TC%  | 3P%  | TL% | RP  | AP  | PRP | SP  | PP  |
| -------- | ------------------ | -- | -- | --- | ---- | ---- | --- | --- | --- | --- | --- | --- |
| 2023     | Minnesota T'wolves | 1  | 0  | 6,0 | 0,0  | 0,0  | -   | 0,0 | 0,0 | 2,0 | 1,0 | 0,0 |
| 2024     | Minnesota T'wolves | 5  | 0  | 3,6 | 22,2 | 40,0 | -   | 1,0 | 0,6 | 0,0 | 0,0 | 1,2 |
| 2025     | Minnesota T'wolves | 5  | 0  | 4,6 | 25,0 | 16,7 | -   | 0,0 | 0,4 | 0,0 | 0,2 | 1,0 |
| Carriera | Carriera           | 11 | 0  | 4,3 | 22,2 | 25,0 | -   | 0,5 | 0,5 | 0,2 | 0,2 | 1,0 |

#### Massimi in carriera
- Massimo di punti: 12 vs Utah Jazz (8 febbraio 2023)[2]
- Massimo di rimbalzi: 11 vs Utah Jazz (8 febbraio 2023)
- Massimo di assist: 1 (5 volte)
- Massimo di palle rubate: 2 vs Denver Nuggets (16 aprile 2023)
- Massimo di stoppate: 2 (2 volte)
- Massimo di minuti giocati: 29 vs Utah Jazz (8 febbraio 2023)

### G League
| Anno      | Squadra     | PG | PT | MP   | TC%  | 3P%  | TL%  | RP  | AP  | PRP | SP  | PP   |
| --------- | ----------- | -- | -- | ---- | ---- | ---- | ---- | --- | --- | --- | --- | ---- |
| 2022-2023 | Iowa Wolves | 20 | 18 | 32,0 | 54,1 | 36,2 | 75,0 | 8,0 | 2,4 | 0,9 | 1,5 | 19,1 |
| 2023-2024 | Iowa Wolves | 12 | 12 | 32,8 | 49,5 | 27,3 | 80,0 | 6,7 | 3,3 | 1,6 | 2,2 | 19,5 |
| Carriera  | Carriera    | 32 | 30 | 32,3 | 52,2 | 32,4 | 76,8 | 7,5 | 2,7 | 1,2 | 1,7 | 19,2 |